# Diócesis de Tzaneen
La diócesis de Tzaneen (en latín: Dioecesis Rustenburgen(sis) y en inglés: Roman Catholic Diocese of Tzaneen) es una circunscripción eclesiástica latina de la Iglesia católica en Sudáfrica, sufragánea de la arquidiócesis de Pretoria. La diócesis tiene al obispo João Noé Rodrigues como su ordinario desde el 28 de enero de 2010. 

## Territorio y organización
La diócesis tiene 49 500 km² y extiende su jurisdicción sobre los fieles católicos de rito latino residentes en los municipios distritales de Vhembe y Mopani y parte del municipio distrital de Capricorn en la provincia de Limpopo.
La sede de la diócesis se encuentra en la ciudad de Tzaneen, en donde se halla la Catedral de la Santísima Trinidad.
En 2020 en la diócesis existían 14 parroquias.

## Historia
La prefectura apostólica de Louis Trichardt fue erigida el 27 de diciembre de 1962 con la bula Christi mandatum del papa Juan XXIII, obteniendo el territorio de la abadía territorial de Pietersburg (hoy diócesis de Polokwane).
El 16 de noviembre de 1972, como resultado de la bula Christi iussum del papa Pablo VI, la prefectura apostólica fue elevada a diócesis y asumió el nombre de diócesis de Louis Trichardt-Tzaneen.
Tomó su nombre actual el 18 de julio de 1987 en virtud del decreto Excellentissimus de la Congregación para la Evangelización de los Pueblos.

## Estadísticas
De acuerdo al Anuario Pontificio 2021 la diócesis tenía a fines de 2020 un total de 49 200 fieles bautizados.
| Año                                                                             | Población            | Población | Población      | Sacerdotes | Sacerdotes    | Sacerdotes    | Bautizados por sacerdote | Diáconos permanentes | Religiosos | Religiosos | Parroquias |
| Año                                                                             | Bautizados católicos | Total     | % de católicos | Total      | Clero secular | Clero regular | Bautizados por sacerdote | Diáconos permanentes | Varones    | Mujeres    | Parroquias |
| ------------------------------------------------------------------------------- | -------------------- | --------- | -------------- | ---------- | ------------- | ------------- | ------------------------ | -------------------- | ---------- | ---------- | ---------- |
| 1970                                                                            | 14 683               | 570 000   | 2.6            | 25         | 2             | 23            | 587                      |                      | 23         | 24         |            |
| 1980                                                                            | 23 548               | 1 193 000 | 2.0            | 19         |               | 19            | 1239                     | 2                    | 19         | 31         | 20         |
| 1990                                                                            | 37 550               | 1 556 000 | 2.4            | 23         | 1             | 22            | 1632                     | 4                    | 28         | 35         | 25         |
| 1999                                                                            | 47 750               | 1 993 005 | 2.4            | 16         | 2             | 14            | 2984                     | 4                    | 19         | 28         | 16         |
| 2000                                                                            | 47 081               | 2 002 113 | 2.4            | 18         | 3             | 15            | 2615                     | 4                    | 20         | 27         | 12         |
| 2001                                                                            | 47 356               | 2 003 000 | 2.4            | 17         | 3             | 14            | 2785                     | 4                    | 19         | 28         | 12         |
| 2002                                                                            | 48 185               | 2 030 000 | 2.4            | 17         | 3             | 14            | 2834                     | 4                    | 18         | 33         | 12         |
| 2003                                                                            | 48 649               | 2 030 000 | 2.4            | 21         | 3             | 18            | 2316                     | 4                    | 22         | 33         | 12         |
| 2004                                                                            | 49 543               | 2 200 000 | 2.3            | 21         | 3             | 18            | 2359                     | 4                    | 22         | 33         | 13         |
| 2010                                                                            | 48 500               | 2 317 000 | 2.1            | 29         | 4             | 25            | 1672                     | 4                    | 30         | 41         | 13         |
| 2014                                                                            | 46 500               | 2 415 000 | 1.9            | 29         | 7             | 22            | 1603                     | 4                    | 22         | 41         | 14         |
| 2017                                                                            | 47 260               | 2 540 760 | 1.9            | 30         | 9             | 21            | 1575                     | 3                    | 21         | 36         | 14         |
| 2020                                                                            | 49 200               | 2 646 430 | 1.9            | 28         | 9             | 19            | 1757                     | 3                    | 19         | 28         | 14         |
| Fuente: Catholic-Hierarchy, que a su vez toma los datos del Anuario Pontificio. |                      |           |                |            |               |               |                          |                      |            |            |            |

## Episcopologio
- John Thomas Durkin, M.S.C. † (15 de febrero de 1963-22 de junio de 1984 renunció)
- Hugh Patrick Slattery, M.S.C. (22 de junio de 1984-28 de enero de 2010 retirado)
- João Noé Rodrigues, desde el 28 de enero de 2010